# Роберт I (герцог Пармский)
Роберт I (итал. Roberto I Carlo Luigi Maria; 9 июля 1848, Флоренция — 16 ноября 1907, Лукка, Тоскана) — последний герцог Пармский, с 1854 по 1860 годы. Представитель династии Пармских Бурбонов.

## Биография
Сын Карла III и Луизы Французской, правнук французского короля Карла X. Стал герцогом в возрасте шести лет после убийства отца. Регентшей при нём была его мать — сестра графа де Шамбора.
Когда Роберту было одиннадцать, власть Бурбонов в Парме была свергнута революцией в 1859 году, после победы Сардинии в войне против Австрии. Герцогство Парма, Пьяченца и Гуасталла и герцогство Лукка были объединены с великим герцогством Тосканским и герцогством Моденским в декабре 1859 года, и присоединены к Сардинскому королевству в марте 1860 года.

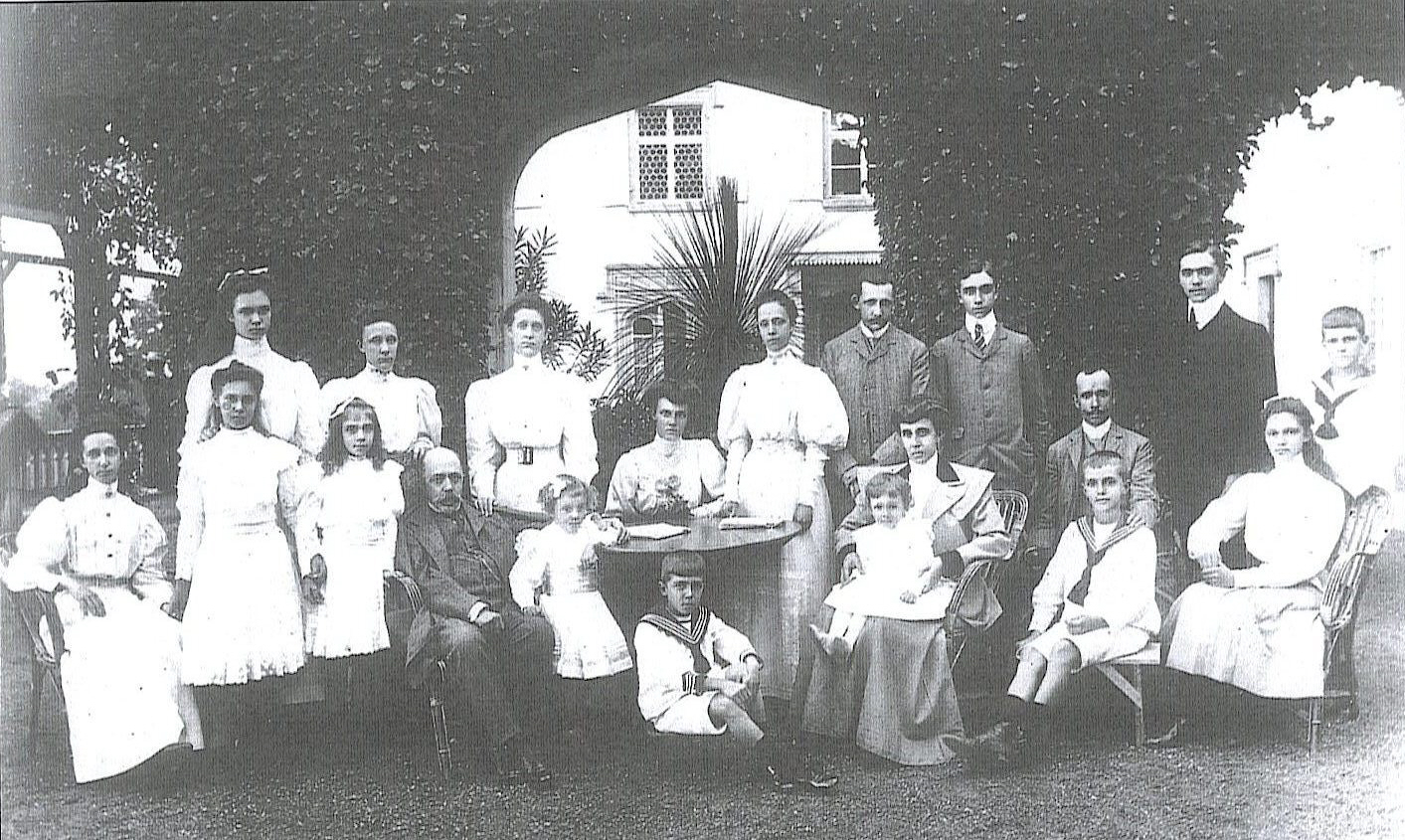
Роберт I со своей второй супругой и детьми.

Несмотря на потерю трона, Роберт и его семья располагали значительным состоянием, владели замком Шварцау-ам-Штайнфельде вблизи Вены, виллой Пианоре около города Лукка в Италии и с 1883 года замком Шамбор во Франции. Герцог Роберт Пармский наследует замок от графа Шамборского, своего дяди по материнской линии. В 1930 году замок был выкуплен у Элии Бурбонского за 11 миллионов франков золотом и стал собственностью французского государства.
Роберт умер в 1907 году.

## Семья

### Первый брак
В 1869 году женился на Марии Пии Бурбон-Сицилийской (1849—1882), дочери короля Обеих Сицилий Фердинанда II. Оба они принадлежали к разным ветвям династии Бурбонов. Политические браки между представителями католических династий Европы привели к тому, что Роберт и Мария Пия состояли в близком генетическом родстве. Сам Роберт в пятом поколении вместо 32 предков имел лишь 16, причем пятеро из них принадлежали к династии Бурбонов. Отец его жены Фердинанд II был единокровным братом бабушки Роберта, а мать Фердинанда II была сестрой прабабушки Роберта. Дед Марии Пии Карл Тешенский приходился родным братом другой прабабушке Роберта. Лишь благодаря бабушке Марии Пии по матери Генриетте из протестантской династии Нассау-Вейберг исключалось полное совпадение всех предков Роберта и Марии Пии. Близкое генетическое родство увеличивает риск врожденных заболеваний. Шестеро из девяти выживших детей, которые родились в этом браке, были слабоумными. Дети:
| Имя                                  | Рождение         | Смерть                   | Примечания |
| ------------------------------------ | ---------------- | ------------------------ | --- |
| Принцесса Мария Луиза                | 17 января 1870   | 31 января 1899 (29 лет)  | Вышла замуж за болгарского принца Фердинанда (позже царь Болгарии Фердинанд I); были дети.                                              |
| Фердинанд (Фернандо), принц Пьяченцы | 5 марта 1871     | 14 апреля 1871           | Наследный принц Пармы в 1871 году. Умер в младенчестве.                                                                                 |
| Принцесса Луиза Мария                | 24 марта 1872    | 22 июня 1943 (71 год)    | Слабоумная. |
| Генрих (Энрико), герцог Пармы        | 13 июня 1873     | 16 ноября 1939 (66 лет)  | Номинальный герцог Пармский в 1907—1939 годах; слабоумный.                                                                              |
| Принцесса Мария Иммаколата           | 21 июля 1874     | 16 мая 1914 (39 лет)     | Слабоумная. |
| Жозеф (Джузеппе), герцог Пармы       | 30 июня 1875     | 7 января 1950 (74 года)  | Номинальный герцог Пармский в 1939—1950 годах; слабоумный.                                                                              |
| Принцесса Мария Тереза               | 15 октября 1876  | 25 января 1959 (82 года) | Слабоумная. |
| Принцесса Мария Пия                  | 9 октября 1877   | 29 января 1915 (37 лет)  | Слабоумная. |
| Принцесса Беатриса                   | 9 января 1879    | 11 марта 1946 (67 лет)   | Вышла замуж за Пьетро, графа Люччези Палли (внук принцессы Марии Каролины Бурбон-Сицилийской и её второго супруга); были дети.          |
| Элиас, герцог Пармы                  | 23 июля 1880     | 27 июня 1959 (78 лет)    | Номинальный герцог Пармский в 1950—1959 годах, до этого регент при двух старших братьях. В браке с Марией Анной Австрийской; были дети. |
| Принцесса Мария Анастасия            | 25 августа 1881  | 7 сентября 1881          | Умерла в младенчестве. |
| Принц Август (или принцесса Августа) | 22 сентября 1882 | 22 сентября 1882         | Ребёнок родился мёртвым, а Мария Пия умерла при родах.                                                                                  |

### Второй брак
Будучи вдовцом, женился в 1884 году на Марии Антонии Португальской (1862—1959), дочери Мигеля I. Дети:
| Имя                                 | Рождение        | Смерть                   | Примечания |
| ----------------------------------- | --------------- | ------------------------ | --- |
| Принцесса Мария делла Неве Аделаида | 5 августа 1885  | 6 февраля 1959 (73 года) | Бенедиктинская монахиня в Сарте.                                                                                                 |
| Принц Сикст                         | 1 августа 1886  | 14 марта 1934 (47 лет)   | В браке с Гедвигой де Ларошфуко; была дочь.                                                                                      |
| Хавьер (Франческо), герцог Пармы    | 25 мая 1889     | 7 мая 1977 (87 лет)      | Номинальный герцог Пармский в 1974—1977 годах; карлистский претендент на трон Испании. В браке с Мадлен Бурбон-Бюссе; были дети. |
| Принцесса Франческа                 | 22 апреля 1890  | 7 октября 1978 (88 лет)  | Бенедиктинская монахиня в Сарте.                                                                                                 |
| Принцесса Цита                      | 9 мая 1892      | 14 марта 1989 (96 лет)   | Вышла замуж за австрийского императора Карла I; были дети.                                                                       |
| Принц Феликс (Феличе)               | 28 октября 1893 | 8 апреля 1970 (76 лет)   | В браке с Шарлоттой, великой герцогиней Люксембургской; были дети (в том числе Жан, великий герцог Люксембурга).                 |
| Принц Рене (Ренато)                 | 17 октября 1894 | 30 июля 1962 (67 лет)    | В браке с Маргрет Датской; были дети.                                                                                            |
| Принцесса Мария Антония             | 7 ноября 1895   | 19 октября 1977 (81 год) | Бенедиктинская монахиня в Сарте.                                                                                                 |
| Принцесса Изабелла                  | 14 июня 1898    | 28 июля 1984 (86 лет)    | Умерла незамужней. |
| Принц Людвиг (Луиджи)               | 5 декабря 1899  | 4 декабря 1967 (67 лет)  | В браке с Марией Франческой Савойской; были дети.                                                                                |
| Принцесса Генриетта                 | 8 марта 1903    | 13 июня 1987 (84 года)   | Глухонемая. Умерла незамужней.                                                                                                   |
| Принц Гаэтано                       | 11 июня 1905    | 9 марта 1958 (52 года)   | В браке с принцессой Маргаритой Турн-и-Таксис (развод); была дочь Диана.                                                         |